# Ivar Gripe
Axel Ivar Thorman Gripe, född  11 november 1887 i Malmö Karoli församling, död 5 april 1919 i Stockholm, var en svensk arkitekt.
Gripe, som var son till tullförvaltare Johan Fredrik Mårtensson och Anna Margaretha Möller, avlade studentexamen vid Norra Real i Stockholm 1906 samt studerade vid Kungliga Tekniska högskolan i Stockholm 1907–1911 och vid Kungliga Konsthögskolan i Stockholm 1914. Han var anställd hos Ivar Tengbom 1911–1919. Tillsammans med brodern Fritz Gripe tilldelades han 1915 tredje pris i en arkitekttävling angående hovrättsbyggnaden i Malmö.
Gripe gravsattes på Norra begravningsplatsen utanför Stockholm.